# Uszód
Uszód (horvátul: Vusad) község Bács-Kiskun vármegye Kalocsai járásában.

## Fekvése
A vármegye nyugati szélén, a Duna bal partján fekszik, Kalocsától északnyugatra, Dunaszentbenedek és Foktő között. Külterületei messze elnyúlnak kelet felé, így abban az irányban határos Dunapatajjal, Géderlakkal és Szakmárral is.

### Megközelítése
A településen, annak főutcájaként a Dunapataj-Kalocsa közt húzódó 5106-os út húzódik végig, így ez a legfontosabb közúti elérési útvonala. Külterületeit érinti az 51-es és az 512-es főút, illetve az 5122-es út is, egykori hajókikötőjéhez pedig az 51 349-es számú mellékút vezet.
Vasútvonal nem érinti, bár egykor a községen keresztül tervezték elvezetni a Dunapataj–Kalocsa–Baja-vasútvonalat.

## Története
Uszód mai formájában már a 16. században fennállt. 1599 tavaszán a dunai naszádosok, a hajdúk támogatásával, Pálffy Miklós vezérlete alatt fényes győzelmet arattak a törökökön, akiknek élelemszállító hajóit Foktő és Uszód között szétverték.
A török kor óta a helység a kalocsai érseki uradalomhoz tartozott. 1691-ben egynegyed, 1695-ben háromnegyed portával adóztatták meg. 1715-ben 17, 1720-ban 15 magyar háztartást írtak össze e helységben, melyhez ekkor a Szatmár, Szent-Gál és Pálfölde nevű puszták tartoztak, 1832-ben azonban az érsekség és a főkáptalan között történt megosztás alkalmával a főkáptalan birtokába került.
A település református egyháza 1659-ben már fennállt, de mostani temploma 1790-ben épült, anyakönyveit 1783-ban nyitották meg. A római katolikusok plébániája 1870-ben alakult, az anyakönyveik pedig 1871-ben kezdődtek. A településen a határrendezés 1864-ben történt. Pár évvel később, 1875-ben nagy árvíz sújtotta, mely sok kárt okozott.
A 20. század elején Pest-Pilis-Solt vármegye Kalocsai járásához tartozott.
1910-ben 2257 magyar lakosa volt. Ebből 663 római katolikus, 1541 református, 40 izraelita volt.
A település Kara nevű dűlője egy elpusztult falu emlékét őrzi.
A Duna egyik nagy kanyarulatában fekvő Uszód vidékét Jókai Mór is megörökítette egyik novellájában:
"… Paks alatt nyoma sincs már annak a híres várnak, melyet I. Lajos királyunk adományozott Apostagi Zemplén vitéznek, ki a tatárok elleni harcában életét mentette meg, sem annak az apátságnak, melynek alapító levele a Vatikán levéltárában őriztetik. Vár és kolostor fölött a vizafogók nádsövényei láthatók manapság. Kerülik a veszedelmes helyet a hajósok. Szent-Benedek és Uszód határában két nagy domb van. Várak voltak. A Duna ledöntötte őket, betakarta iszappal. A két falu házai cölöpökre vannak építve. A Duna minden évben végigsöpör rajtuk. Olyankor arra a két dombra menekülnek, s onnan kiabálnak egymáshoz kötekedve: -Úsztok uszódiak! Buktok benedekiek! …"
(Jókai novellák I. kötet 107-108. lap - Centenáriumi kiadás)

## Közélete

### Polgármesterei
- 1990–1994: Okvátovity István (független)[3]
- 1994–1998: Ifj. Bedi Gyula (független)[4]
- 1998–2002: Ifj. Bedi Gyula (független)[5]
- 2002–2006: Bedi Gyula (független)[6]
- 2006–2010: Bedi Gyula (független)[7]
- 2010–2014: Bedi Gyula (Fidesz-KDNP)[8]
- 2014–2019: Bedi Gyula (Fidesz-KDNP)[9]
- 2019–2024: Bedi Gyula (független)[10]
- 2024– : Bedi Gyula (független)[1]

## Népesség
A település népességének változása:
| Lakosok száma | 1056 | 1044 | 922  | 884  | 858  | 846  | 846  |
|               | 2013 | 2014 | 2018 | 2021 | 2022 | 2023 | 2024 |

A 2011-es népszámlálás során a lakosok 88,1%-a magyarnak, 8,5% cigánynak, 0,9% németnek, 0,3% szerbnek mondta magát (11,8% nem nyilatkozott; a kettős identitások miatt a végösszeg nagyobb lehet 100%-nál). A vallási megoszlás a következő volt: római katolikus 32,4%, református 36%, evangélikus 0,3%, görögkatolikus 0,2%, felekezeten kívüli 7,8% (20,5% nem nyilatkozott).
2022-ben a lakosság 94,5%-a vallotta magát magyarnak, 5,2% cigánynak, 0,6% németnek,0,2% szerbnek, 0,1% románnak, 2,7% egyéb, nem hazai nemzetiségűnek (5,2% nem nyilatkozott; a kettős identitások miatt a végösszeg nagyobb lehet 100%-nál). Vallásuk szerint 28,1% volt református, 26,8% római katolikus, 13,3% református, 0,2% evangélikus, 0,1% görög katolikus, 1,5% egyéb keresztény, 0,3% egyéb katolikus, 12,2% felekezeten kívüli (30,4% nem válaszolt).

## Nevezetességei
- Benedek Péter Emlékház, amelyet egy régi, műemlékké nyilvánított népi lakóházban rendeztek be[13]
- A római katolikus templom 1872-ben épült.
- A református templom 1790-ben épült.
- A templom melletti két emlékmű
- Uszódi népviselet és néptánc („gubbantós”)[14]